# Fernando Barrón Ortiz
Fernando Barrón Ortiz (Vitoria, 4 de mayo de 1892 - Madrid, 16 de junio de 1953) fue un militar español que tuvo una destacada participación durante la guerra civil española. Es especialmente conocido por haber sido comandante de la 13.ª División franquista.

## Biografía
Desde que a los veinte años saliera de la Academia de Caballería de Valladolid, su vida giró alrededor del Protectorado de Marruecos y la guerra del Rif, donde consiguió varios ascensos por méritos de guerra y forjó su carrera militar.

### Guerra Civil
El 17 de julio de 1936 ostentaba el rango de teniente coronel y comandaba a las tropas Regulares de Melilla, la primera ciudad en sumarse al golpe de Estado que dio lugar a la Guerra Civil. Dentro de la sublevación, su primera acción fue la ocupación del aeródromo de Tauima.
Tras cruzar el Estrecho de Gibraltar y llegar a la península ibérica, quedó a cargo de una Columna. Al mando de ésta, conquista Santa Olalla y Maqueda (entrando en la provincia de Toledo), para a continuación ocupar Escalona, Olías del Rey, Yuncos e Illescas, siendo recompensado con la medalla militar individual. En esta línea de avance participa en la liberación del Alcázar de Toledo. Es considerado por Ricardo de la Cierva como la flecha más rápida del Ejército franquista, dando muestras de sus conocimientos militares en la Ciudad Universitaria de Madrid, junto con Asensio Cabanillas Los legionarios y regulares que forman la Mano Negra -sobrenombre de la 13.ª División franquista- constituyen las Fuerzas de choque más capacitadas del Bando sublevado. Durante la Segunda batalla de la carretera de La Coruña (diciembre de 1936), su columna atacó desde Villaviciosa de Odón hacia Boadilla del Monte, y más adelante atacó hacia Majadahonda.
En febrero de 1937 vuelve otra vez al ataque y en la batalla del Jarama realiza un duro asalto el puente del Pindoque, abriendo el paso del Jarama a Carlos Asensio y a Sáenz de Buruaga, y con ello, cerrando el paso de las fuerzas gubernamentales que atacaban. Durante la batalla de Brunete, Barrón y su división sostuvieron durísimos combates en Brunete con la 11.ª División republicana de Líster, sumando ambas unidades un escalofriante número de bajas durante los combates. A comienzos de 1938, después de la ruptura del cerco de Teruel, se incorpora al Cuerpo de Ejército Marroquí y toma parte destacada en la Ofensiva de Aragón, ocupando La Puebla de Albortón y Codo, y llega a desbordar Belchite por el norte. El 16 de marzo su división colabora con otras unidades franquistas y cercan a las Brigadas Internacionales en Caspe, ciudad que cayó al anochecer del día 17 después de duros combates. El 22 de marzo la 13.ª división cruza el río Ebro por Quinto, estableciendo una cabeza de puente, avanza hasta alcanzar el río Cinca, Fraga y, posteriormente, conquista la ciudad de Lérida, donde entabla un combate con la 46.ª División de "El Campesino". Volvería a tener un destacado papel durante la Batalla del Ebro y la Ofensiva de Cataluña.
El 1 de febrero de 1939 el coronel republicano Segismundo Casado entabla negociaciones para la capitulación de Madrid, exigiendo como garantía una carta del general Barrón, a quien conocía, a fin de no ser víctima de engaños. El 6 de febrero, desde el puesto de mando donde dirigía las últimas operaciones de la campaña de Cataluña, Franco dictó sobre la marcha aquella carta con 10 condiciones que teóricamente deberían cumplir los republicanos para efectuar la rendición.

### Dictadura franquista
El 19 de agosto de 1939 (BOE del 24) fue nombrado subsecretario del Aire. Cuando en mayo de 1940 los sectores falangistas y más germanófilos comienzan a exigir la intervención de España a favor de las Fuerzas del Eje, Franco envía a la Alemania nazi una misión militar a las órdenes del general Barrón, al que el mariscal Göring reprochó que España no creyera en la victoria alemana. Barrón, que tiene instrucciones muy precisas, le contestó que España no posee los medios adecuados ni se encuentra en condiciones para intervenir en el conflicto. Más adelante se convertirá en uno de los generales que buscaban forzar la restauración de la monarquía en la persona de Juan de Borbón, grupo que en 1942 propició la caída del germanófilo Serrano Súñer.
A pesar de haber participado en conspiraciones monárquicas, alcanzó el empleo de teniente general y fue nombrado gobernador militar del Campo de Gibraltar. En 1945 fue nombrado subsecretario general del Ministerio del Ejército y, entre el 24 de marzo de 1950 y el 31 de octubre de 1952 ocupó la jefatura del Estado Mayor Central del Ejército. Cuando falleció en 1953, ostentaba la presidencia Consejo Supremo de Justicia Militar, cargo para el que fue nombrado el 31 de octubre de 1952 (BOE de 9 de noviembre). También fue procurador en Cortes por designación directa del jefe del Estado, mediante Decreto de 23 de marzo de 1945 (BOE del 25).
| Predecesor: Rafael García Valiño | Jefe del Estado Mayor Central del Ejército 24 de marzo de 1950 - 31 de octubre de 1952 | Sucesor: Emilio Esteban-Infantes y Martín |